# Heartbreaker (альбом Райана Адамса)
Heartbreaker — дебютный студийный альбом Райана Адамса, выпущенный 5 сентября 2000 года.

## Об альбоме
Heartbreaker был записан в течение четырнадцати дней на студии Woodland в  Нэшвилле, Теннесси. В 2001 году был номинирован на Shortlist Music Prize.
По словам Адамса, название альбома связано с плакатом: «Мой менеджер позвонил и сказал, что у меня есть 15 секунд, чтобы придумать название. Мои глаза были сосредоточены на плакате, на котором была изображена Мэрайя Кэри, одетая в футболку с надписью Heartbreaker. И я сказал — „Heartbreaker!“»

## Список композиций
Слова и музыка всех песен — Ryan Adams, unless otherwise noted.
| №   | Название                                    | Автор(ы)                     | Длительность |
| --- | ------------------------------------------- | ---------------------------- | ------------ |
| 1.  | «Suedehead»                                 |                              | 0:37         |
| 2.  | «To Be Young (Is to Be Sad, Is to Be High)» | Райан Адамс и Дэвид Роулингс | 3:04         |
| 3.  | «My Winding Wheel»                          |                              | 3:13         |
| 4.  | «AMY»                                       |                              | 3:46         |
| 5.  | «Oh My Sweet Carolina»                      |                              | 4:57         |
| 6.  | «Bartering Lines»                           | Райан Адамс and Ван Алстон   | 3:59         |
| 7.  | «Call Me On Your Way Back Home»             |                              | 3:09         |
| 8.  | «Damn, Sam (I Love a Woman That Rains)»     |                              | 2:08         |
| 9.  | «Come Pick Me Up»                           | Райан Адамс and Ван Алстон   | 5:18         |
| 10. | «To Be the One»                             |                              | 3:01         |
| 11. | «Why Do They Leave?»                        |                              | 3:38         |
| 12. | «Shakedown on 9th Street»                   |                              | 2:53         |
| 13. | «Don't Ask for the Water»                   |                              | 2:56         |
| 14. | «In My Time of Need»                        |                              | 5:39         |
| 15. | «Sweet Lil Gal (23rd/1st)»                  |                              | 3:39         |

| №  | Название                                                         | Автор(ы)                     | Длительность |
| -- | ---------------------------------------------------------------- | ---------------------------- | ------------ |
| 1. | «Goodbye Honey»                                                  |                              |              |
| 2. | «To Be Young (Is To Be Sad Is To Be High)» (Акустическая версия) | Райан Адамс и Дэвид Роулингс |              |

## Участники записи
- Райан Адамс — вокал, гитара, губная гармоника, пианино, банджо
- Этан Джонс — барабаны, бас
- Дэвид Роулингс — бэк-вокал, гитара, банджо
- Джиллиан Велч — бэк-вокал, банджо, гитара, бас

## Позиции в чартах
| Страна         | Наивысшая позиция |
| -------------- | ----------------- |
| Ирландия       | 67                |
| Великобритания | 183               |